# Pseudanophthalmus hoffmani
Pseudanophthalmus hoffmani är en skalbaggsart som beskrevs av Barr. Pseudanophthalmus hoffmani ingår i släktet Pseudanophthalmus och familjen jordlöpare. Inga underarter finns listade i Catalogue of Life.